# Francesc I Acciaiuoli
Francesc I Acciaiuoli (1440-vers 1500) fou fill i successor de Neri II Acciaiuoli al ducat d'Atenes.
Fou duc d'Atenes i senyor de Mègara, Sició, Tebes i Levàdia del 1451 al 1455 sota la regència de la mare Chiara Zorzi fins que fou enderrocat per son cosí Francesc II Acciaiouli en un cop d'estat el 1455.
Va fugir a Constantinoble a la casa del patrici venecià Bartolomeo Contarini que havia estat el seu tutor. Allí es va convertir a l'islam i va morir força anys després en data desconeguda.